# ریورا (اویلا)
ریورا (انگلیسی: Rivera, Huila) نام شهری در کشور کلمبیا است.